# Jinshun
Jinshun (kinesiska: 金顺镇, 金顺) är en köping i Kina. Den ligger i provinsen Sichuan, i den sydvästra delen av landet, omkring 80 kilometer öster om provinshuvudstaden Chengdu. Antalet invånare är 21 229. Befolkningen består av 10 506 kvinnor och 10 723 män. Barn under 15 år utgör 20,0 %, vuxna 15-64 år 62 %, och äldre över 65 år 17,0 %.
Genomsnittlig årsnederbörd är 1 192 millimeter. Den regnigaste månaden är juli, med i genomsnitt 319 mm nederbörd, och den torraste är december, med 6 mm nederbörd.